# Командный чемпионат СССР по переписке 1982—1984
Командный чемпионат СССР по шахматам по переписке 1982—1984 — 7-й чемпионат.

## Командные результаты
1. Литва — 131 очко из 192
2. РСФСР — 130½
3. Азербайджан — 129½
4. Эстония — 123½
5. Латвия — 118½
6. Украина — 116
7. Москва — 114½
8. Ленинград — 107½
9. Белоруссия — 103
10. Казахстан — 93½
11. Узбекистан — 89
12. Армения — 80
13. Таджикистан — 70
14. Молдавия — 69
15. Киргизия — 63
16. Туркмения — 50½
17. Грузия — 42

## Индивидуальные результаты команды-победительницы
1. А. Уогяле — 9 очков из 16
2. В. Гефенас — 14
3. В. Нормантас — 12
4. В. Зинкявичюс / Р. Суткус — 6½
5. Э. Шлякис — 12½
6. Р. Климавичюс — 10½
7. Ю. Буткус — 11½
8. А. Микенас — 12½
9. В. Суткус — 10
10. А. Купшис — 12
11. С. Миринавичене / Р. Галините / Ф. Добровольските — 10½
12. Ю. Блинкявичюте — 10

## Турнир первых досок
1. Л. Рубинчик (Украина) — 13 очков
2—3. У. Ибадлаев (Узбекистан), Т. Ыйм (Эстония) — по 10½
4. Н. Копылов (РСФСР) — 10
5. А. Королёв (Москва) — 9½
6—8. Ю. Парахин (Казахстан), А. Решко (Ленинград), А. Уогяле (Литва) — по 9
9. А. Мокацян (Армения) — 8½
10—11. Э. Балендо (Белоруссия), В. Пилилян (Грузия) — по 8
12—13. С. Вдовин (Азербайджан), В. Карпачев (Туркмения) — по 7
14—15. О. Сабитов (Таджикистан), В. Журавлёв (Латвия) — по 5
16. С. Нафталин (Молдавия) — 4
17. В. Шехтман (Киргизия) — 3

## Лучшие результаты по доскам
1. Л. Рубинчик — 13 очков
2. В. Гефенас — 14
3. А. Иванов (Украина), В. Нормантас — по 12
4. В. Братцев (Украина) — 12½
5. Р. Ритумс, Э. Шлякис — по 12½
6. Ю. Гутоп (Москва) — 13
7. Н. Улановский (Азербайджан) — 13½
8. П. Вланский (РСФСР), А. Хермлин (Эстония) — по 13
9. К. Питксаар (Эстония), Скуя — по 13
10. 3. Гауга (Латвия) — 14
11. Л. Королькова (РСФСР), Н. Саркисова (Азербайджан) — по 12
12. М. Малаховская (Латвия) — 11½